# Liostenogaster picta
Liostenogaster picta är en getingart som först beskrevs av Smith 1860.  Liostenogaster picta ingår i släktet Liostenogaster och familjen getingar. Inga underarter finns listade i Catalogue of Life.